# Lenguas Adamawa-Ubangui

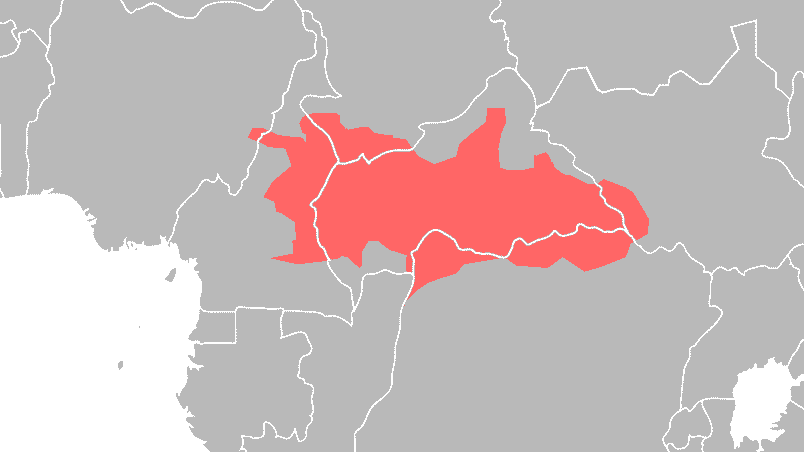
Extensión aproximada del grupo Ubangui propuesto por Greenberg en el centro de África.

Las lenguas Adamawa-Ubangui (antiguamente lenguas Adamawa orientales) constituían un grupo filogenético propuesto por Joseph Greenberg para clasificar algunas lenguas Níger-Congo de África central. Este grupo lingüístico debía su nombre a la meseta Adamawa y al río Ubangui. Actualmente se considera que las lenguas Adamawa no constituyen un grupo filogenético válido y algunos autores dudan incluso de que las lenguas Ubangui puedan considerarse parte de las lenguas Volta-Congo.
El grupo Adamawa-Ubangui tal como fue propuesto inicialmente se extendía desde el noroeste de Nigeria hasa el norte de Camerún, sur de Chad, República Centroafricana, Congo (Brazzaville), República Democrática del Congo y oeste de Sudán del Sur. Este grupo se considera que tiene dos divisiones, la Adamawa en el oeste y la Ubangui en el este.
El grupo Adamawa propuesto por Greenberg comprendía entre 80 y 100 lenguas, que son las modalidades menos estudiadas de la familia Níger-Congo y son habladas solo por unos 100 000 hablantes. El grupo Ubangui consta de 40 lenguas y abarca una región más extensa, desde el norte de Camerún por toda la República Centroafricana hasta las zonas adyacentes del sur de Sudán del Sur y el norte del Congo (Kinshasa). Este último grupo cuenta con más de un millón de hablantes, incluidos aquellos de las etnias banda, gbaya, ngbaka y zande.
Williamson y Blench a partir de datos de otros autores dan un total de cerca de un millón y medio de hablantes de lenguas Adamawa y unos 2,3 millones para las lenguas Ubangui.
El idioma sango, una forma reestructurada de uno o más lenguajes del conjunto Ngbandi, que a su vez pertenece al Ubangui, se ha convertido en una lingua franca de la República Centroafricana.

## Clasificación

### Greenberg (1963)
Esta familia clasificada dentro de las lenguas Níger-Congo por Greenberg (1963) que las llamó lenguas adamawa orientales y que Samarin (1971) rebautizó como lenguas Amadamwa-Ubangui. Delafosse (1924) había denominado previamente con el nombre Ubangi (en francés oubangien) la parte oriental de este grupo.

### Blench (2008), Dimmendaal (2008)
Algunos autores como Roger Blench (2008) consideran que los grupos Adamawa y Ubangui juntas no constituyen juntos una unidad filogenética válida. Para diversos africanistas las lenguas Adamawa están más estrechamente emparentadas con las lenguas gur que con las lenguas Ubangui. Blench considera que en lugar un grupo Gur-Adamawa-Ubangui sí son una agrupación filogenética adecuada con tres ramas primarias (Gur, Adamawa, Ubangui) que él deonomina lenguas de la sabana.
Por otra parte, Dimmendaal (2008) duda que el Ubangui de hecho sea siquiera parte de las lenguas Níger-Congo y prefiere preliminar dejar a las lenguas Ubangui como un grupo no relacionado con otros hasta que su posición sea clarificada.

### Ramas
Las lenguas Adamawa están entre las menos estudiadas de África, e incluyen muchas lenguas amenazadas al borde de la extinción. Existe cerca de un centenar de lenguas Adamawa, la más extendida el mumuye tiene cerca de 400 mil hablantes. Un par de lenguas no clasificadas (el laal y el jalaa) podrían estar relacionadas.
Las lenguas Ubangui, aunque son casi igual de numerosas, están algo mejor estudiadas. Una lengua de ellas, el sango, es un criollo de base Ubangui que ha llegado a ser una importante lingua franca en África central.

### Clasificación interna
La clasificación interna divide a este grupo en dos subgrupos, Williamson y Blench (2000):

|  | Leko           |
|  |                |
|  | Duru           |
|  |                |
|  | Mumuye/Yendang |
|  |                |
|  | Mimbari        |
|  |                |

|  | Mbum |
|  |      |
|  | Bua  |
|  |      |
|  | Kim  |
|  |      |
|  | Day  |
|  |      |

|  | Waja    |
|  |         |
|  | Longuda |
|  |         |
|  | Jen     |
|  |         |
|  | Bikwin  |
|  |         |
|  | Yungur  |
|  |         |

|  | Leko           |
|  |                |
|  | Duru           |
|  |                |
|  | Mumuye/Yendang |
|  |                |
|  | Mimbari        |
|  |                |

|  | Mbum |
|  |      |
|  | Bua  |
|  |      |
|  | Kim  |
|  |      |
|  | Day  |
|  |      |

|  | Waja    |
|  |         |
|  | Longuda |
|  |         |
|  | Jen     |
|  |         |
|  | Bikwin  |
|  |         |
|  | Yungur  |
|  |         |

|  | Sere                                            |
|  |                                                 |
|  | \| \| Ngabaka \| \| \| \| \| \| Mba \| \| \| \| |
|  |                                                 |
|  | Ngabaka                                         |
|  |                                                 |
|  | Mba                                             |
|  |                                                 |

|  | Ngabaka |
|  |         |
|  | Mba     |
|  |         |

|  | Sere                                            |
|  |                                                 |
|  | \| \| Ngabaka \| \| \| \| \| \| Mba \| \| \| \| |
|  |                                                 |
|  | Ngabaka                                         |
|  |                                                 |
|  | Mba                                             |
|  |                                                 |

|  | Ngabaka |
|  |         |
|  | Mba     |
|  |         |

|  | Sere                                            |
|  |                                                 |
|  | \| \| Ngabaka \| \| \| \| \| \| Mba \| \| \| \| |
|  |                                                 |
|  | Ngabaka                                         |
|  |                                                 |
|  | Mba                                             |
|  |                                                 |

|  | Ngabaka |
|  |         |
|  | Mba     |
|  |         |

|  | Sere                                            |
|  |                                                 |
|  | \| \| Ngabaka \| \| \| \| \| \| Mba \| \| \| \| |
|  |                                                 |
|  | Ngabaka                                         |
|  |                                                 |
|  | Mba                                             |
|  |                                                 |

|  | Ngabaka |
|  |         |
|  | Mba     |
|  |         |

|  | Leko           |
|  |                |
|  | Duru           |
|  |                |
|  | Mumuye/Yendang |
|  |                |
|  | Mimbari        |
|  |                |

|  | Mbum |
|  |      |
|  | Bua  |
|  |      |
|  | Kim  |
|  |      |
|  | Day  |
|  |      |

|  | Waja    |
|  |         |
|  | Longuda |
|  |         |
|  | Jen     |
|  |         |
|  | Bikwin  |
|  |         |
|  | Yungur  |
|  |         |

|  | Leko           |
|  |                |
|  | Duru           |
|  |                |
|  | Mumuye/Yendang |
|  |                |
|  | Mimbari        |
|  |                |

|  | Mbum |
|  |      |
|  | Bua  |
|  |      |
|  | Kim  |
|  |      |
|  | Day  |
|  |      |

|  | Waja    |
|  |         |
|  | Longuda |
|  |         |
|  | Jen     |
|  |         |
|  | Bikwin  |
|  |         |
|  | Yungur  |
|  |         |

|  | Sere                                            |
|  |                                                 |
|  | \| \| Ngabaka \| \| \| \| \| \| Mba \| \| \| \| |
|  |                                                 |
|  | Ngabaka                                         |
|  |                                                 |
|  | Mba                                             |
|  |                                                 |

|  | Ngabaka |
|  |         |
|  | Mba     |
|  |         |

|  | Sere                                            |
|  |                                                 |
|  | \| \| Ngabaka \| \| \| \| \| \| Mba \| \| \| \| |
|  |                                                 |
|  | Ngabaka                                         |
|  |                                                 |
|  | Mba                                             |
|  |                                                 |

|  | Ngabaka |
|  |         |
|  | Mba     |
|  |         |

|  | Sere                                            |
|  |                                                 |
|  | \| \| Ngabaka \| \| \| \| \| \| Mba \| \| \| \| |
|  |                                                 |
|  | Ngabaka                                         |
|  |                                                 |
|  | Mba                                             |
|  |                                                 |

|  | Ngabaka |
|  |         |
|  | Mba     |
|  |         |

|  | Sere                                            |
|  |                                                 |
|  | \| \| Ngabaka \| \| \| \| \| \| Mba \| \| \| \| |
|  |                                                 |
|  | Ngabaka                                         |
|  |                                                 |
|  | Mba                                             |
|  |                                                 |

|  | Ngabaka |
|  |         |
|  | Mba     |
|  |         |

## Descripción lingüística

### Fonología
Las lenguas Adamawa-Ubangui poseen sinarmonía vocálica parcial, que involucran destricciones de coocurrencia de ciertas combinaciones de vocales en una palabra.

### Morfología
Como muchas otras lenguas Níger-Congo, estas lenguas poseen clases nominales, aunque en este caso el sistema de clases nominales es más reducido. Estas clases se marcan mediante sufijos, a diferencia de lo que pasa en la mayoría de lenguas Níger-Congo donde aparecen prefijos para tal fin. En algunas lenguas de este grupo el sistema de clases nominales prácticamente ha desaparecido y sólo es recuperable gracias al sistema de concordancia gramatical basado en dichas clases nominales.
Los verbos pueden presentar formas derivadas iterativas, intensivas, benefactivas y causativas. Los pronombes a veces incluyen distinciones de inclusividad. La segunda persona del singular frecuentemente es de la forma mo (como en kru, senufo y kasem), que se opone a una forma de primera del singular mi. Boyd (1989) reconstruye las siguientes formas:
1ª singular: *mi~*ma 'yo'
2ª singular: *mo 'tú'
2ª plural: *u, *ui, *i (+n?) 'vosotros'
Los pronombres de tercera persona presentan mucha mayor variación a lo largo de la subfamilia Adamawa-Ubangui.

### Sintaxis
El orden sintáctico es Sujeto Verbo Objeto o SMOV (si interviene algún modal). Además aparecen otras restricciones de orden típicas de las lenguas de núcleo inicial como la existencia de preposiciones y las siguientes restricciones asociadas al sintagma nominal:
N + Gen: el genitivo usualmente precede al nombre.
N + Adj: el adjetivo sigue al nombre.
N + Num, N + Dem: numerales y demostrativos siguen al nombre.
Aunque existen algunas lenguas que usan órdenes diferentes, por ejemplo en ubangi el orden es Adj + N mientras que en duru se usa Gen + N.